# 宅子港
宅子港，原寫為宅仔港，是臺灣臺南市學甲區的一個傳統地域名稱，其為舊時學甲十三庄中的一個庄頭，位於該區東南半葉的中部，並由本地區東北部凹入處的邊界地帶延續至東南部邊界的中央地帶。相較於今日行政區，其範圍大致包宅港里東南大半部、新達里不含西部及東端、豐和里不含西北部。

## 歷史
臺灣日治初期，宅子港地區為一（舊制）街庄，稱為「宅仔港庄」，隸屬於學甲堡。該庄輪廓南北狹長，昔日北隔急水溪分流與飯店庄為界，東北與學甲藔庄為鄰，東與大墩藔庄、北勢藔庄為鄰，東南邊及南邊為港仔尾庄，西邊為學甲庄。
1901年（日治明治三十四年）11月，全臺廢縣廳改設二十廳，該庄隸屬於鹽水港廳。1903年（明治三十六年）6月，該庄編入「學甲區」，隸屬於鹽水港廳。1909年（明治四十二年）10月，合併二十廳為十二廳，學甲區改隸屬於臺南廳。1920年（大正九年），全臺地方制度大改正，廢十二廳改設五州二廳，該庄改制並雅化為「宅子港」大字，隸屬於臺南州北門郡學甲庄（新制街庄）。
戰後學甲庄改制為學甲鄉，隸屬於臺南縣，大字亦改制為村。1950年10月，雲、嘉、南分治，學甲鄉仍隸屬於臺南縣。1968年2月2日學甲鄉升格為學甲鎮，村亦改制為里。2010年12月25日，臺南縣市合併，學甲鎮改制為學甲區，隸屬於新成立的直轄市臺南市。

## 聚落
本地區發展較早的聚落有宅仔港、竹橋藔（現為德安寮）、頂草坔、下草坔等，在日治期初期的官方地圖上已有記載。此外，本地區尚有德安寮、塭仔底、瓦寮、中草坔等聚落。

## 交通
省道台19線又稱「中央公路」，是彰化至永康的幹道，經過本地區北部的宅仔港聚落。由該道路向東北可前往鹽水區、嘉義縣義竹鄉、朴子市、六腳鄉等地；向西南可前往學甲區學甲市區、佳里區、西港區、安定區、安南區等地。
省道台84線又稱「東西向快速公路－北門玉井線」，經過本地區北半部，並在省道台19線交會口設有學甲交流道。本地區由此西行可快速前往北門區的蚵寮地區，並止於省道台61線（西部濱海快速公路）北門交流道；東行可可快速前往國道1號下營系統交流道、麻豆區/下營區交界地帶、官田區西南端、官田區南部/善化區東北部交界地帶、國道3號官田系統交流道、大內區等地。
市道171號是北門區北門市區至官田區烏山頭的道路。
市道174號是北門區蘆竹溝至東山區橫路的道路。
區道南7線是新芳至德安寮的道路。
區道南50線是海尾至九股寮的道路。
區道南52線是大灣至美豐的道路。
區道南53線是德安寮至美和的道路。
區道南70線是宅港至八老爺的道路。

## 學校
- 宅港國小

## 圖集

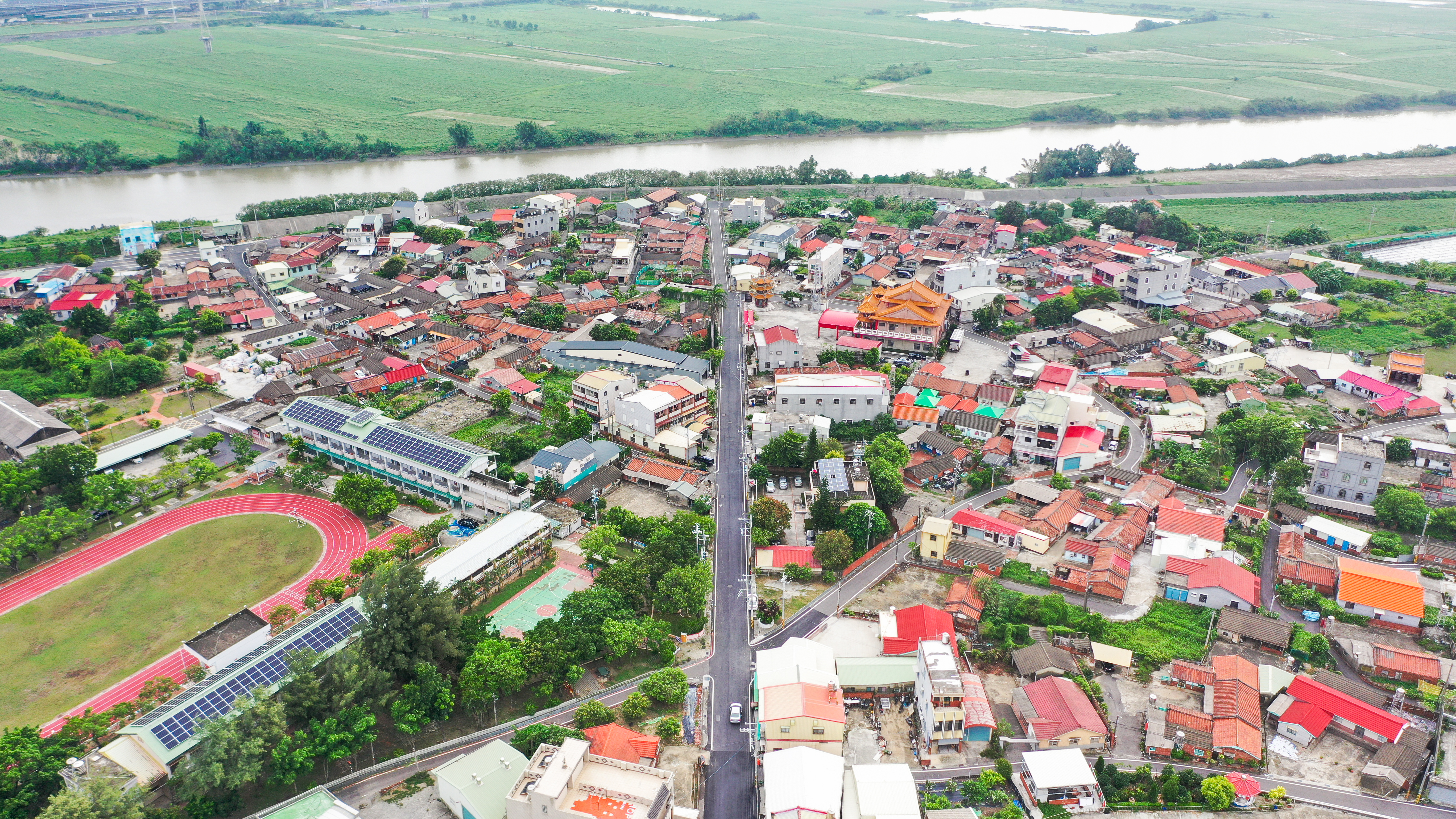
臺南市學甲區宅子港空拍圖1
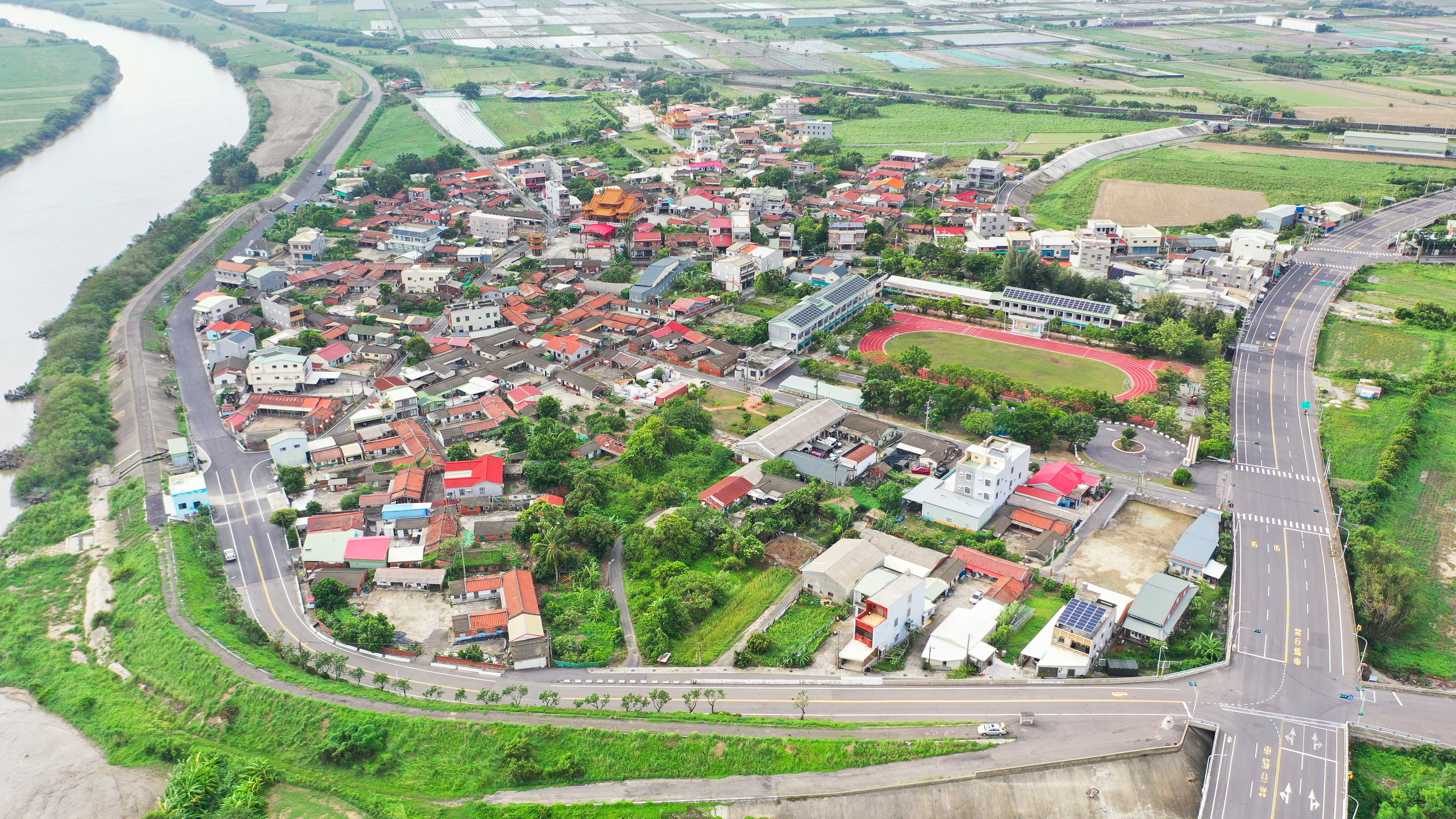
臺南市學甲區宅子港空拍圖2
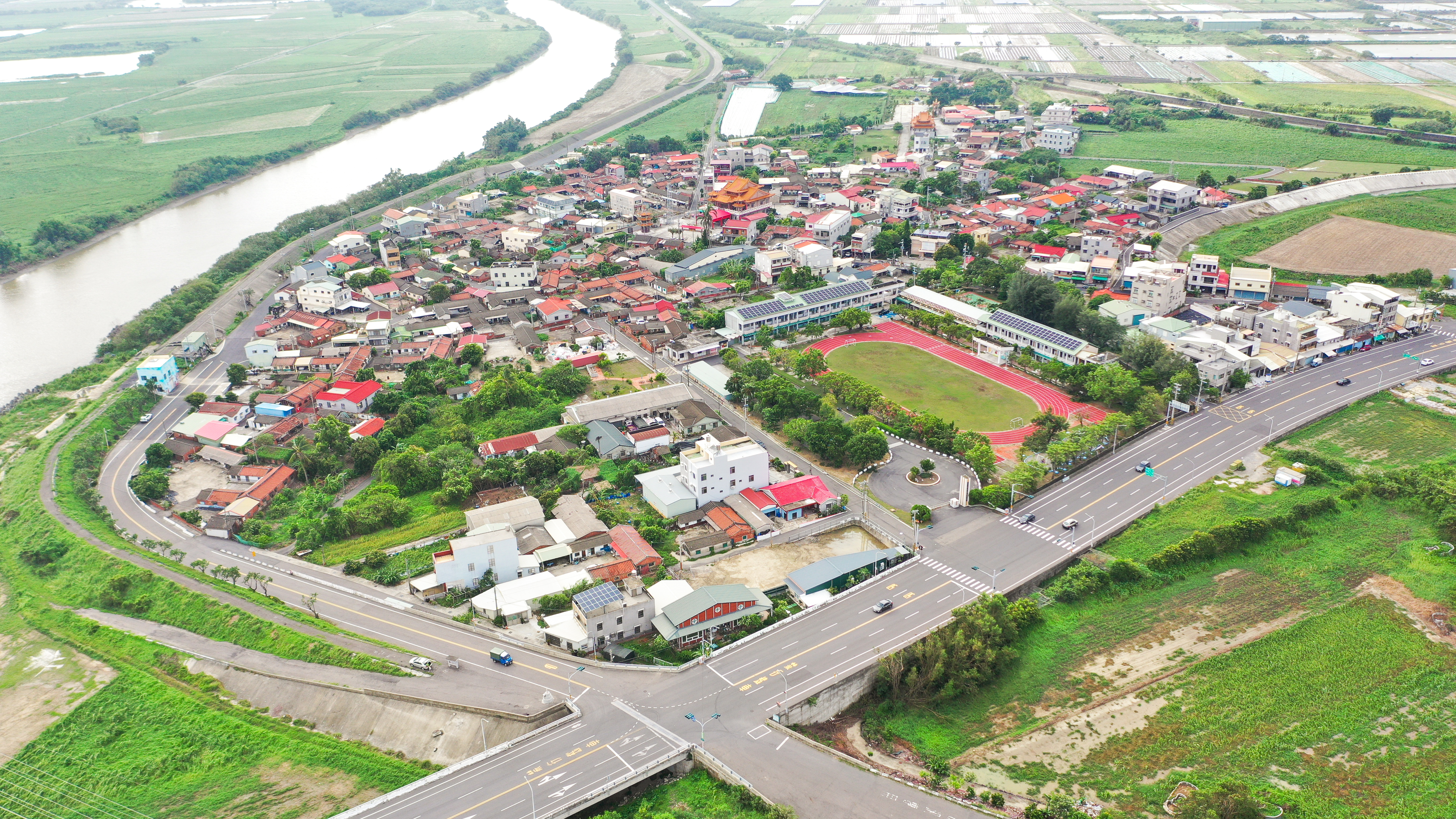
臺南市學甲區宅子港空拍圖3
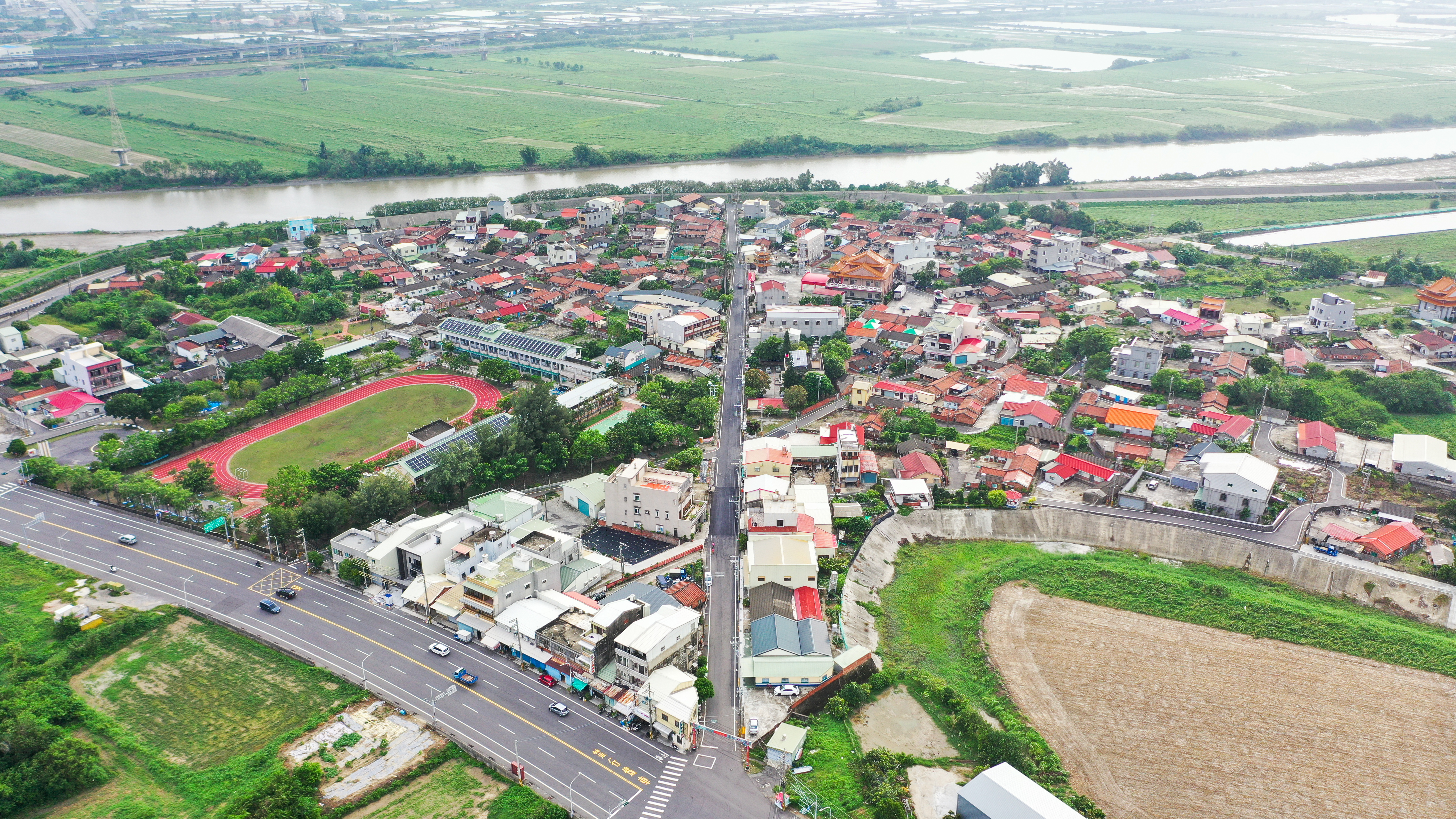
臺南市學甲區宅子港空拍圖4.
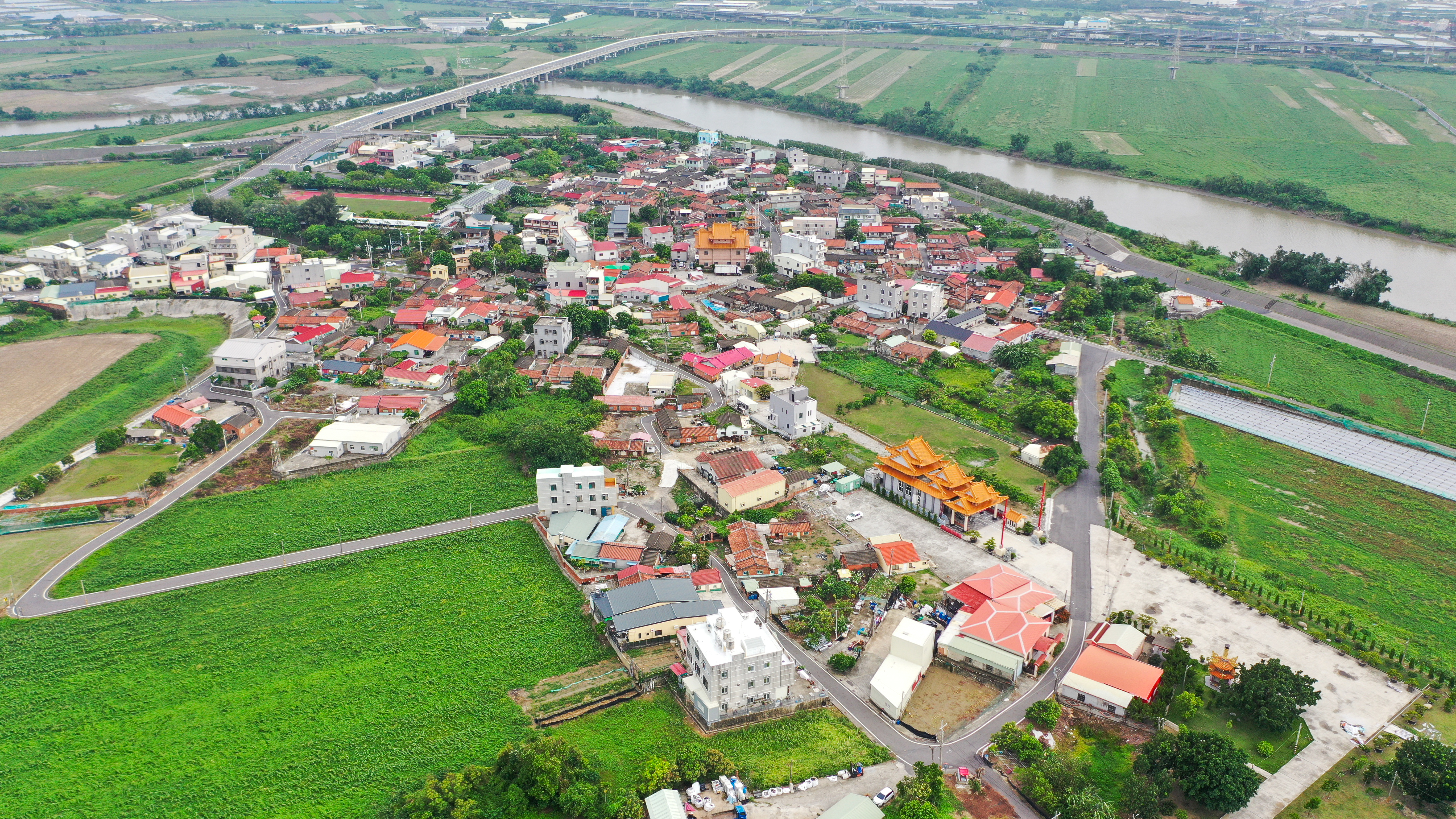
臺南市學甲區宅子港空拍圖5